# Michał Flatau
Michał Stanisław Flatau (ur. 7 marca 1865 w Warszawie, zm. 19 lipca 1925 w Krakowie) – doktor prawa, urzędnik, w latach 1904-1917 dyrektor c.k. policji w Krakowie.

## Życiorys
Urodzony w rodzinie neofitów, zbliżonej do Leopolda Kronenberga i jego Gazety Polskiej. Jego ojciec, Aleksander (1836-1902), żonaty z Joanną Teitelbaum (1844-1918) był maklerem giełdowym i właścicielem Domu Handlowego w Warszawie. Flatau ukończył szkołę średnią w Warszawie, następnie studia prawnicze na Uniwersytecie Wiedeńskim, gdzie uzyskał stopień doktora.
W 1888 został urzędnikiem: najpierw w Namiestnictwie w Wiedniu, następnie pracował w administracji na Śląsku: w Opawie i Cieszynie; w 1894 komisarz ekspozytury policyjnej w Ostrawie, w 1899 starszy komisarz w c.k. dyrekcji policji we Lwowie.
Od 1901 służył w Ministerstwie Spraw Wewnętrznych, ciesząc się protekcją Edwarda Taaffego, liberalnego premiera Austrii. Następnie został zastępcą kierownika policji we Lwowie. Przy wyjeździe ze Lwowa otrzymał dwa wazony. Po śmierci dotychczasowego szefa policji w Krakowie, dr. Zenona Korotkiewicza, od 1 kwietnia 1904 pełnił obowiązki tymczasowego kierownika Dyrekcji Policji w Krakowie. Z dniem 10 czerwca 1905 został mianowany c. k. radcą rządu i dyrektorem policji w Krakowie. Był odznaczony austro-węgierskim Orderem Korony Żelaznej III klasy.
Niezorientowany w miejscowych stosunkach, nie orientował się w nastrojach ludności w czasach rodzenia się nowych prądów politycznych; dopuścił do rozwoju polskich ugrupowań zbrojnych na terenie poddanym jego policyjnemu nadzorowi. Również po wybuchu wojny w 1914 roku wykazywał niekompetencję; załamany psychicznie opuścił Kraków. Wrócił do wiedeńskiego MSW na stanowisko referenta prawnego.

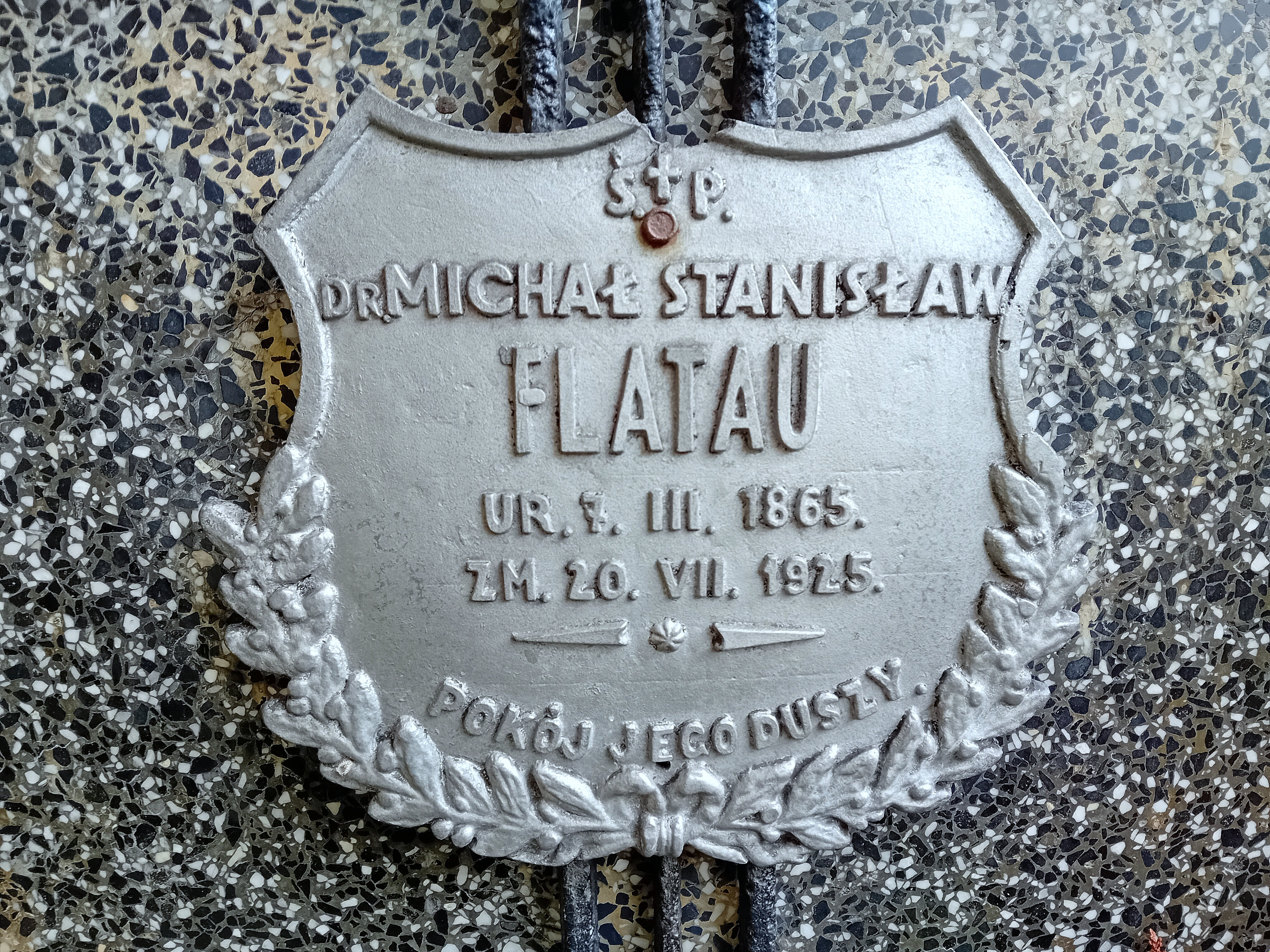
Tabliczka nagrobna

Po rozpadzie Austro-Węgier i odzyskaniu niepodległości przez Polskę został zatrudniony w Ministerstwie Spraw Wewnętrznych w Warszawie na stanowisku naczelnika wydziału. Powracające zaburzenia psychiczne zmusiły go do wycofania się ze służby państwowej; przeniósł się do Krakowa, gdzie wkrótce zmarł w szpitalu. Został pochowany na cmentarzu Rakowickim w Krakowie.
Żonaty z Marią Müller, z którą miał syna Franciszka Józefa (1900–1940), rotmistrza 1 Pułku Szwoleżerów Józefa Piłsudskiego i córkę Marię.